# Îlot Sainte-Marie
Îlot Sainte-Marie (auch Île Sainte-Marie) ist eine Insel der Stadt Nouméa im französischen Überseegebiet Neukaledonien.

## Geographie
Die rund 2,5 km lange Insel liegt südlich der Halbinsel Ouémo und begrenzt im Osten die Baie de Sainte Marie, deren westliches Ufer von der Nouméa-Halbinsel gebildet wird. Nachdem die Île Nou durch eine Brücke mit dem Festland verbunden wurde und nach französischer Sicht daraufhin eine Halbinsel bildet, ist die Îlot Sainte-Marie die größte Insel Nouméas. Die höchste Erhebung mit 68 m befindet sich im Norden, die zweithöchste mit 62 m im Süden. Ende der 1960er Jahre wurde auf der Westseite ein Kai und eine Straße ins Inselinnere zu einer Rundfunkstation errichtet. Diese bediente neben Neukaledonien auch Vanuatu sowie Wallis und Futuna. Im Jahr 2003 wurde eine öffentliche Erhebung zum Bau eines Hotelkomplexes durchgeführt, ein Projekt, das anschließend fallengelassen wurde, und 2004–2005 wurde ein Strand mit Sand aus Deva (Bourail) angelegt.
Die Insel ist mit Trockenwald bedeckt und beherbergt über 20 Vogelarten, darunter der Bänderhabicht (Accipiter fasciatus vigilax). Ein gekennzeichneter Wanderweg führt von dem Pier zu einer stillgelegten Silizium-Mine. Sie verfügt über mehrere Strände, die zum Campen genutzt werden, insbesondere von den Schülern der nautischen Basis Côte Blanche an der gegenüberliegenden Küste. Das Wasser vor der Insel ist an einer Stelle (Bercy spot) besonders glatt und wird daher von Rennbooten befahren. Rund 500 m südlich der Îlot Sainte-Marie befindet sich die kleine Île Uéré, gelegentlich auch Petite Sainte-Marie genannt, deren Bucht von Yachten und Jetskis als Ankerplatz genutzt wird. Umweltschützer pflanzten im Jahr 2023 rund 3700 neue Bäume auf beiden Inseln an.